# هوتميل
ويندوز لايف هوتميل (بالإنجليزية: Windows Live Hotmail)‏ (يعرف قديما بإم إس إن هوتميل)، هي خدمة بريد إلكتروني على الويب مجانية من ويندوز لايف التي تقدمها مايكروسوفت. أسسها صابر باتيا وجاك سميث في عام 1996، واستحوذت عليه مايكروسوفت في عام 1997.
تم إعلان الإصدار الحالي في 1 نوفمبر، 2005 كتحديث لخدمة إم إس إن هوتميل، وتم إصدار نسخة تجريبية. وفي 9 نوفمبر 2006، تمت إتاحة الخدمة للمستخدمين من هولندا. وفي 7 مايو 2007 تمت إتاحة الخدمة للمستخدمين من كافة أنحاء العالم، في أكتوبر 2007 تمت إتاحة النسخة الجديدة لجميع المستخدمين الحاليين.

## تاريخ
تأسّس الهوتميل بواسطة صابر باتيا وجاك سميث في عام 1995، وأطلق تجارياً في 4 يوليو 1996، وهو يوم الاستقلال في الولايات المتحدة، بهدف تمثيل الحرية خلافاً لمزوّدي خدمة الإنترنت. كان لدى صابر باتيا وجاك سميث التطلع لدخول البريد الإلكتروني عبر الويب من أي حاسوب في أي مكان في العالم، وكان الهدف في الأصل هو عبور برامج الحماية التي تمنع خدمات البريد المنتظمة. عندما جاء سابير بهاتيا بخطة العمل لخدمة البريد، اختار اسم «هوتميل» لأنه يضمّن حروف «إتش تي إم إل» وهي لغة الترميز المستعملة لكتابة قواعد صفحات الويب. وفي السابق كانت الخدمة تسمى "HoTMaiL" (الحروف المكونة لـ HTML كبيرة).
مع حلول شهر ديسمبر عام 1997، بلغ عدد المشتركين في الهوتميل 8.5 مليون، وقد تم بعد ذلك بيع الخدمة إلى مايكروسوفت لقاء 400 مليون دولار أمريكي، تحت مظلة إم إس إن التي تديرها مايكروسوفت.

## سعة التخزين
تسمح خدمة الهوتميل بـ 5 جيجابايت من البريد الإلكتروني المجاني، رغم أن الحد الأقصى للمواد المرفقة هو 10 ميجابايت، وذلك لـ 24 دولة، من بينها الولايات المتحدة، والبرازيل، وكندا، والمملكة المتحدة، وإسبانيا، وأستراليا. المستخدمون من الدول الأخرى لديهم 25 ميجابايت من البريد الإلكتروني المجاني، ولكن ذلك غالباً ما يزداد حتى 250 ميجابايت مع مرور الوقت.
بعد عروض سعة التخزين الضخمة التي قدمتها شركة غوغل بعد إطلاق خدمة جيميلالذي يصل إلى 7 جيجابايت، توفر إم إس إن أكثر من اثنين جيجابايت من سعة التخزين للأعضاء. في الوقت الراهن يمكن للزبائن دفع مبلغ لقاء الحصول على سعة تخزين أكبر من 5 جيجابايت، وسعة للملفات المرفقة تصل إلى أكثر من 20 ميجابايت.

## خدمات بريدية
- MSN هوتميل: خدمة مجانية، سعة تخزين مكونة من 1000 ميجابايت، 10 ميجابايت للملفات المرفقة.
- MSN هوتميل بلس: 19.95 دولار أمريكي في السنة، سعة تخزين مكونة من 2 جيجابايت، 20 ميجابايت للملفات المرفقة، لا إعلانات رسومية.
- مايكروسوفت أوفيس آوتلوك لايف: 44.95 دولار أمريكي في السنة، سعة تخزين مكونة من 2 جيجابايت، 20 ميجابايت للملفات المرفقة، لا إعلانات رسومية، كما يتضمن العرض مايكروسوفت أوفيس آوتلوك 2003 للخدمات الاشتراكية، مع التحديثات المجانية.

## ويندوز لايف هوتميل موبايل
ويندوز لايف هوتميل موبايل (بالإنجليزية: Windows Live Hotmail Mobile)‏ (يعرف قديما بويندوز لايف ميل موبايل (بالإنجليزية: Windows Live Mail Mobile)‏). نسخة من ويندوز لايف هوتميل تعمل على متصفحات الهاتف النقال ويمكن عرض الصفحات بنسق HTML و cHTML وxHTML. يهدف إلى توفير اتصال سريع سهل الاستخدام للبريد الإكتروني من أجهزة الهاتف النقال.

### الميزات
يمكن ويندوز لايف هوتميل موبايل من قراءة وإرسال وحذف الرسائل من حسابات المستخدمين عن طريق الهاتف النقال، ولكن توجد العديد من المزايا الأخرى:
- إكمال تلقائي للعناوين.
- تصفح متناسق واختصارات تصل إلى ويندوز لايف سيرش موبايل.
- إمكانية البحث في ويندوز لايف كونتاكتس.
- استدعاء جهات الاتصال مباشرة من دفتر العناوين.
- اختيار رسائل متعددة.

## وصلات خارجية
- هوتميل
- قصة مخترع الهوتميل